# Мачак у Чизмама
Мачак у чизмама је европска бајка, први пут објављена 1697. године у делу Шарла Пероа. Најранији пронађени текст припадао је Ђованију Франческу Страпароли, а другу верзију је нешто касније објавио Ђамбатиста Базиле. Браћа Грим су је касније уврстили у своју колекцију бајки “Дечје и домаће бајке” под бројем 33 само у првом издању (КХМ 33А).
Мачак у чизмама је вековима пружао инспирацију композиторима, кореографима и другим уметницима. Мачак у чизмама се појављује у трећем чину pas de caractère балета Чајковског Успавана лепотица заједно са белом мачком (такође ликом из истоимене француске бајке, контесе Д’ Олноа) појављује се у наставцима и истоименом издању анимираног филма Шрек и означена је у логотипу јапанског аниме студија Toei Animation. Мачак у чизмама је такође популарна пантомима у Великој Британији.

## Прича
После смрти старога млинара, његова заоставштина бива раздељена, а најмлађем сину припаде мачка. Разочаран и сиромашан, млинарев син поче да размишља о томе да ли да поједе мачка, али животиња одједном скочи и рече му да га не поједе и да не брине. Учиниће га најбогатијим човеком у земљи, али заузврат млинарев син мора да му да у замену за то један пар чизама и торбу. Син млинара, изненађен мачком који говори и немајући шта да изгуби набави му пар чизама и торбу.  
Мачак у Чизмама узе торбу и улови једног подебљег зеца, кога стави у ту торбу и однесе краљу под изговором да му је то поклонио лично "Маркиз од Карабаса" (или у Гримовој верзији гроф) као знак добре воље и пријатељства. Који дан касније мачак сазнаде да ће ускоро краљ и његова кћер проћи путујући поред пута близу реке. Он отрча до млинаревог сина (који све ово није ни наслућивао) да оде да се окупа у реци у време када краљ буде прошао кочијама поред тог места.  Дечко то и уради, а док се младић купао, мачак му украде одећу и остави га голог у реци. После тога мачак брзо отрчи до краја вичући како су његовог газду (Маркиза од Карабаса) покрали док се купао у реци и узели му сву одећу.  Краљ посла по младића, наредивши да његовог пријатеља обуку у најраскошнију могућу одећу.  
Док су се они упознавали и возили кочијом мачак је већ био на путу ка замку великог џина. Он сретну неке људе који су радили на пољу (који је припадао локалном џину) и припрети радницима да када дође краљ они кажу да поља припадају Маркизу де Карабасу, у супротном ће их исецкати на комаде. Касније када је дошао до џина и његовог дворца (који је иначе био упознат са магијом и могао се претворити у било које створење на планети), мачак га превари, изазивајући га да се претвори у миша, кога је појео. Замак постаде мачков, и када је краљ дошао у замак мачак их дочека у име Маркиза де Карабаса.
На крају приче млинарев син ожени се краљевом кћерком и узме је за жену, а мачак у Чизмама постаде особа од поштовања, који више није ловио мишеве за јело, једино за забаву.

## Анализа
Данас се доста говори о моралности ове приче. Неки стручњаци чак сматрају да није за децу, зато што уместо неке важне и добре поуке, децу учи да се превара и лаж исплати у животу више од тешкога рада и талента. Неким се читаоцима чак чини и лоше што је мачак уценио и претио радницима да кажу да поља припадају Маркизу од Марабаса, уместо од џина. Зато у неким модерним верзијама тај детаљ је измењен, говорећи да су се мачак и радници на пољу договорили да када наиђе краљ кажу да поља припадају Маркизу од Карабаса, у замену да их мачак ослободи тортуре џина.

## Анализа ликова

### Мачак
Домишљата је животиња која је својом памећу успела да прискрби богатство своме господару. Да није било тако, вероватно би био претворен у пар лоших рукавица. Био је марљив па је сваки дан одлазио у лов на јаребице да би добио цареву наклоност. Био је и љубазан, па му је цар допустио да се одмара у његовом дворцу где год и кад год је желео. Мачак је знао да буде и веома уверљив кад је то хтео. Запретио је смрћу свим сељацима да лажу чија је земља и они су то направили јер су се плашили животиње која је у чизама стајала, попут човека, на две ноге. Ипак, све шта је радио, радио је из добрих намера. Обогатио је свог власника, који га је, пошто је мачак био паметан, касније поставио за свог првог министра у вођењу царства.

### Цар
Добар, али и лаковеран човек. Много је волео да једе јаребице, па се обрадовао кад је видео да му је мачак донео целу врећу тих птица и то сваки дан нову, поготово јер се јаребице није могло лако уловити у његовом царству. Стекао је велико поверење у мачка. Био је одмах спреман помоћи кад је видио да је мачков господар у невољи. На крају му је дао и руку своје ћерке, јер не само да је воденичарев син био млад и леп, већ је цар мислио и да је гроф.